# 日本国憲法第45条
日本国憲法 第45条（にほんこく（にっぽんこく）けんぽう　だい45じょう）は、日本国憲法の第4章にある条文で、衆議院議員の任期について規定している。

## 条文
日本国憲法、e-Gov法令検索。

第四十五条衆議院議員の任期は、四年とする。但し、衆議院解散の場合には、その期間満了前に終了する。

## 解説
衆議院は、参議院の任期六年に比して短く規定することにより、選挙を受ける機会を増やすことにより国民の民意を反映するようにするとともに、但し書きにより衆議院解散によって、任期が満了することを確認的に規定している。
大日本帝国憲法下においては、衆議院議員選挙法（明治22年法律第3号、のち明治33年3月29日法律第73号にて全面改正）によって任期四年と定められていたが、同法の改正もしくは特別法によって変更が可能であり、1941年の衆議院議員ノ任期延長ニ関スル法律（昭和16年法律第4号）に基づいて、任期の延長が実施された事例がある。
なお、任期の起算点は公職選挙法256条に規定があり、総選挙の期日から起算する。ただし、任期満了による総選挙が衆議院議員の任期満了の日前に行われたときは、前任者の任期満了の日の翌日から起算する。

## 沿革

### 大日本帝国憲法
東京法律研究会 p.6/9

第七條天皇ハ帝國議會ヲ召集シ其ノ開會閉會停會及衆議院ノ解散ヲ命ス
第三十五條衆議院ハ選擧法ノ定ムル所ニ依リ公選セラレタル議員ヲ以テ組織ス

### GHQ草案
「GHQ草案」、国立国会図書館「日本国憲法の誕生」。

#### 日本語
第四十五条国会議員ノ任期ハ四年トス然レトモ此ノ憲法ノ規定スル国会解散ニ因リ満期以前ニ終了スルコトヲ得

#### 英語
Article XLV.The term of the members shall be four years, but it may be terminated at an earlier date by dissolution of the Diet as provided herein.

### 憲法改正草案要綱
「憲法改正草案要綱」、国立国会図書館「日本国憲法の誕生」。

第四十衆議院議員ノ任期ハ四年トスルコト但シ衆議院解散ノ場合ニ於テハ其ノ期間満了前ニ終了スルコト

### 憲法改正草案
「憲法改正草案」、国立国会図書館「日本国憲法の誕生」。

第四十一条衆議院議員の任期は、四年とする。但し、衆議院解散の場合には、その期間満了前に終了する。